# Língua aueti
O aueti (aweti) é uma língua da família linguística aueti do tronco tupi, falada pelos auetis. É a única língua dessa família.
Os Awetis habitam o Parque Indígena do Xingu.
Em 2010, Censo demográfico do Brasil de 2010 do IBGE identificou apenas 49 pessoas que falavam a língua aueti, sendo 47 em Terras indígenas e 2 fora. Devido ao baixo número de falantes, não foi possível identificar as regiões brasileiras onde elas residiam.
Segundo estimativas da SIL International em 2024, a língua aweti foi classificada na faixa de menos de 10 mil usuários e encontra-se em perigo tendo em vista que não é mais a norma que as crianças aprendam e usem esta linguagem.
Dentre as principais propriedades fonológicas do Awetí  estão: 6 vogais orais e nasalidade vs. oralidade distintiva em pelo menos uma sílaba de cada palavra; entre as 15 consoantes predominam as de articulação apical.